# Rislidtjärnarna (Bjurholms socken, Ångermanland, 709791-165149)
Rislidtjärnarna är en sjö i Bjurholms kommun i Ångermanland och ingår i Öreälvens huvudavrinningsområde.